# John Buchanan (velejador)
John Buchanan (Rhu, 1 de janeiro de 1884 — 25 de novembro de 1943) foi um velejador britânico, campeão olímpico. Ele competiu nos Jogos Olímpicos de Verão de 1908 na classe 12 Metre e conquistou a medalha de ouro na disputa a bordo do Hera com Thomas Glen-Coats, John Downes, John Aspin, James Clark Bunten, Arthur Downes, David Dunlop, John Mackenzie, Albert Martin e Gerald Tait. Em 1936, Buchanan ganhou a Tarbert Cup em seu iate Falcon da classe 8 Metre.